# Les Granges
Les Granges är en kommun i departementet Aube i regionen Grand Est (tidigare regionen Champagne-Ardenne) i nordöstra Frankrike. Kommunen ligger  i kantonen Chaource som ligger i arrondissementet Troyes. År 2022 hade Les Granges 80 invånare.

## Befolkningsutveckling
Antalet invånare i kommunen Les Granges
Referens: INSEE